# 多湖實夫
多湖 實夫（たご じつお、1898年（明治31年）6月16日 - 1985年（昭和60年）5月11日）は、日本の内務官僚、実業家。官選山梨県知事、学校法人愛知医科大学理事長、ワシントンホテル社長。

## 経歴
三重県員弁郡笠田村（現いなべ市）出身。多湖實の長男として生まれる。愛知県立第一中学校、第八高等学校を卒業。1922年、東京帝国大学法学部法律学科を卒業。同年11月、高等試験行政科試験に合格。内務省に入省し東京府属となる。
以後、内務省社会局勤務、奈良県理事官、内務省社会局事務官・保険部勤務、静岡県書記官・経済部長、第16回国際労働会議出席（1932年ジュネーヴ開催、政府側顧問）、東京府学務部長、宮城県書記官・総務部長、大阪府総務部長などを歴任。
1942年（昭和17年）7月7日、山梨県知事に就任。学童疎開の受け入れ、戦時下の対応などに尽力。1945年（昭和20年）4月21日に知事を退任。同年に退官し、戦後、公職追放となった。
戦後は、名古屋国際ホテル社長、ワシントンホテル社長、学校法人愛知医科大学理事長などを務めた。

## 家族
- 妻の龍子は男爵神尾光臣の娘[5]